# Famille de Chiel
Pour les articles homonymes, voir Famille de Chiel.
La famille de Chiel est une très ancienne famille noble d’origine féodale et chevaleresque, originaire des régions du Bugey et du Lyonnais, dont l'origine remonte avant au début du XIᵉ siècle.

## Historique
Aschericus (également mentionné sous le nom d’Asciricus), qui est noté comme le fils d’un noble nommé Eldinus I. Aschericus épousa une dame nommée Girbergia, fille de Vuillelmus de Vego (également cité sous le nom de Hugo). Hugues de Chiel, fils de Girbergia (Gimberge) et Aschiricus, vivait vers 1080. En 1040, Hugo (Hugues) de Chiel est mentionné dans les archives de l’Église de Lyon. L’acte concerne une donation et précise également que Hugues, « qui paraît avoir été chanoine en 1040, dédit unam dalmaticum ».
En 1100, la famille de Chiel, de Trédo à Morancé, possédait une maison dans le château de Chazay-d’Azergues et rendait hommage à l’abbé d’Ainay jusqu’au XIVᵉ siècle. Elle hérita de la propriété de H. Aygliers et fonda un hôpital appelé Saint-André.
Lucenay, près de Lyon, est le territoire où l'ancien château de Chiel, « dont on voit encore les deniers vestiges, fut le berceau d'une famille célèbre dans le Lyonnais ».
Pendant des siècles, cette noble famille a produit de nombreux seigneurs, chevaliers, chevaliers, chanoines-comtes du Lyon et Chapitre de Saint-Jean, religieuses et clercs.
À la fin du XVIᵉ siècle, le dernier représentant de la lignée masculine émigra en Écosse, et son petit-fils, James Dashiell (ce nom étant une anglicisation de « de Chiel »), émigra dans le Maryland au milieu du XVIIᵉ siècle. Aujourd’hui, la famille et le nom n’existent plus qu’en Amérique du Nord. Le nom a disparu en France, mais il subsiste encore aujourd’hui chez les descendants de la famille Dashiell du Maryland, aux États-Unis.

## Titres
Cette famille obtient les titres de chevalier, seigneur de Chiel (Lyonnais), de Beaulieu, de Trédo, de Chanves, du Montellier, d'Arromas, ainsi que le titre de Chanoine-Comte de Lyon. 

## Personnalités

### Laïcs
- Gallias de Chiel, chevalier, Seigneur de Beaulieu[7]
- Odon de Chiel, chevalier, Seigneur de Chanves et Co-Seigneur du Montellier.[8]
- Antoine de Chiel, nommé vice-gouverneur de Nice sous Amédée VIII de Savoie. Il fut ensuite nommé châtelain du château de La Turbie, à Nice, par Amédée VIII de Savoie. Il était qualifié de « noble savoyard ».[9]
- Pierre de Chiel, tué à la bataille de Fontaine-Française en 1595, neveu d’Isabeau de Chiel, dernière dame de Beaulieu.[10]
- Dashiell Hammett, romancier américain, militant politique et scénariste. Il est considéré comme l’un des tout meilleurs auteurs de romans policiers.[11]

### Ecclésiastiques
- Cinq chanoines-comtes, au sein du Chapitre de Saint-Jean de Lyon, entre les XII et XV siècles[12] :
  - Hugues de Chiel, chanoine, vivant au milieu du XIIe siècle.
  - Aroud de Chiel, chanoine (1209), obéancier de Condrieu
  - François de Chiel, chanoine-comte (1395), remplace le duc Lancelot de Roye. Résigne en 1398, en faveur d'Henri d'Albon.
  - Charles de Chiel, chanoine-comte (1450).
  - Charles de Chiel, chanoine-comte (1474).
- Philibert de Chiel, trentième abbé de Belleville[13].

## Possessions
Liste non exhaustive des possessions tenues en nom propre ou en fief de la famille de Chiel :
- Château de Chiel, à Lucenay ;
- Château de Beaulieu, à Morancé;
- Château du Montellier, en Bugey ;
- Château de Chanves en Bugey ;

## Alliances
Les principales alliances de la famille sont : Ars (d'), Coligny (de), Grolée (de), Saint Trivier (de), Chandée (de), Salornay (de), Nagu (de), Thelis (de), Genay (de), Saint Symphorien (de), Boczosel (de), Villars (de).